# ماتيو بيسكوبو
ماتيو بيسكوبو هو لاعب كرة قدم كندي، ولد في 9 أغسطس 1954.